# A2A
A2A S.p.A. è una società multiservizi italiana, quotata alla Borsa di Milano, che opera nei settori ambiente, energia, calore, reti e tecnologie per le città intelligenti. È attiva nella produzione, distribuzione e vendita di energia elettrica (seconda in Italia per capacità installata), gas, gestione rifiuti, nei servizi ambientali e nello sviluppo di prodotti e nei servizi per l'efficienza energetica, l'economia circolare, la mobilità elettrica e le città intelligenti. Ha sede nelle città lombarde di Milano e Brescia.

## Storia
La società è stata costituita il 1º gennaio 2008 mediante fusione per incorporazione in AEM S.p.A. Milano, di ASM Brescia S.p.A. e AMSA. L'operazione si inquadrava nel contesto evolutivo del settore delle imprese multiservizi italiane che, a fronte della progressiva apertura alla concorrenza, ha avviato un processo di consolidamento, che stava portando alla formazione di un ristretto numero di operatori di dimensioni maggiori.
Nel 2022 l'azienda ha intrapreso la costruzione di un nuovo grattacielo per uffici a Milano, noto come Torre A2A.

## Azionariato
L'azionariato comunicato alla Consob è il seguente:
- Comune di Brescia: 25,000%
- Comune di Milano: 25,000%

Il restante 50% è collocato sul mercato.

## Aree di business

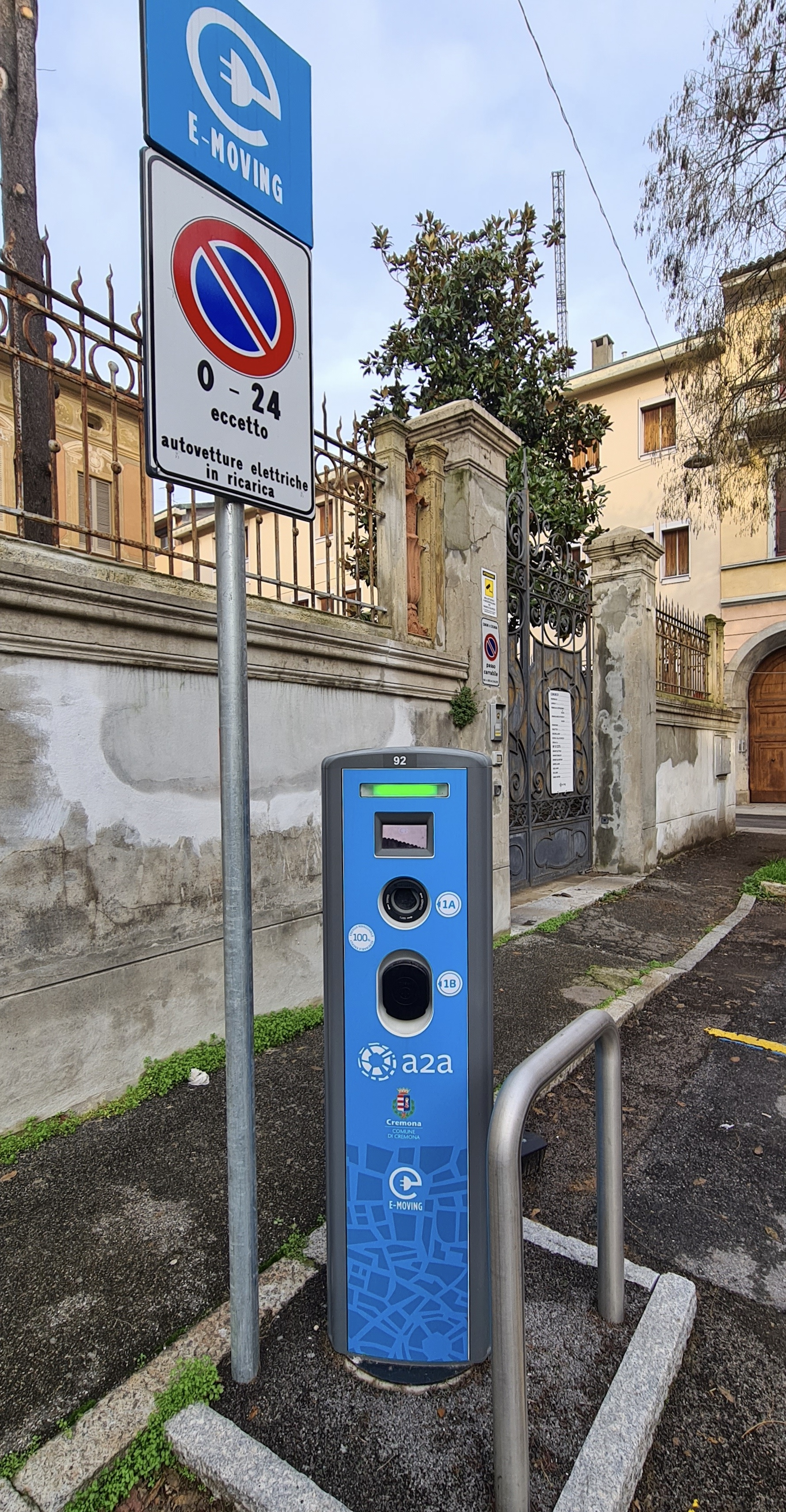
Colonnina per la ricarica a Cremona di A2A E-Mobility

Il Gruppo A2A S.p.A. ha un'organizzazione per business unit per il presidio delle attività caratteristiche:
- Ambiente: igiene urbana, trattamento e gestione dei rifiuti finalizzata al recupero energetico[11]
- Generazione: produzione e trading di energia
- Mercato: vendita di energia elettrica e gas a clienti domestici, PMI, grandi clienti e pubbliche amministrazioni; soluzioni di efficienza energetica e mobilità sostenibile;
- Reti: distribuzione di energia elettrica, di gas, teleriscaldamento e ciclo idrico[12]
- Altro: mobilità elettrica, smart city, illuminazione pubblica